# 水源镇 (大石桥市)
水源镇，是中华人民共和国辽宁省营口市大石桥市下辖的一个乡镇级行政单位。

## 行政区划
水源镇下辖以下地区：
盖家村、水源村、同志村、赵家村、鲤鱼村、邢家村、马家村、群力村、獐子村、黑英村、新光村、新建村、前沟村、大村、百草村、大沟村、东青村、西青村、华兴村、腰屯村、工农村、赏军村和大石桥水稻良种场。